# Церетели, Зураб Константинович
Зура́б Константи́нович Церете́ли (груз. ზურაბ კონსტანტინეს ძე წერეთელი; 4 января 1934, Тифлис, Грузинская ССР, СССР — 22 апреля 2025, Москва, Россия) — советский, российский и грузинский художник-монументалист, скульптор, живописец, педагог. Президент Российской академии художеств (1997—2025).
Академик АХ СССР (1988; член-корреспондент 1979). Герой Социалистического Труда (1990), народный художник СССР (1980), народный художник РФ (1994), лауреат Ленинской премии (1976), двух Государственных премий СССР (1970, 1982) и Государственной премии Российской Федерации (1996). Кавалер ордена Ленина (1990). Полный кавалер ордена «За заслуги перед Отечеством».
Автор более 5000 произведений живописи, графики, скульптуры, монументально-декоративного искусства (фрески, мозаики, панно). Как художник-монументалист оформил ряд крупных учреждений, таких как Ленинский мемориал в Ульяновске, гостиничный комплекс в Измайлово, Гостиничный комплекс «Ялта-Интурист» в Ялте, парк «Ривьера» в Сочи, Дворец профсоюзов в Тбилиси, Новая сцена Большого театра в Москве. Среди его наиболее известных скульптурных работ — памятник Петру I и монумент «Дружба навеки» в Москве, «Добро побеждает зло» перед зданием ООН в Нью-Йорке, «Рождение нового человека» в Севилье, «Разрушить стену недоверия» в Лондоне, Памятник Зое Космодемьянской в Рузе.
Церетели провел более 40 персональных выставок. С 1993 года в Москве открыт музей-мастерская Церетели, с 2016-го — дом-музей художника в Переделкино.

## Биография
Родился 4 января 1934 года в Тифлисе (ныне — Тбилиси) в грузинской семье. Его отец Константин Георгиевич (1903—2002) известен в Грузии как инженер-строитель, происходил из нетитулованной ветви старинного грузинского рода Церетели. Мать Тамара Семёновна Нижарадзе (1910—1991) — представительница княжеского рода. Заметное влияние на юного Зураба оказал брат его матери живописец Георгий Нижарадзе. В его доме, где мальчик проводил значительную часть своего времени, постоянно бывали грузинские художники — Давид Какабадзе, Сергей Кобуладзе, Уча Джапаридзе и многие другие. Они стали первыми учителями увлекавшегося изобразительным искусством юноши.
В 1958 году окончил живописный факультет Тбилисской академии художеств и поступил на работу в Институт истории, археологии и этнографии Академии наук Грузии.
В 1963—1964 годах работал старшим мастером оформительского цеха Тбилисского художественно-производственного комбината Художественного фонда Грузии. Стал художественным руководителем и председателем монументальной секции Союза художников Грузии.

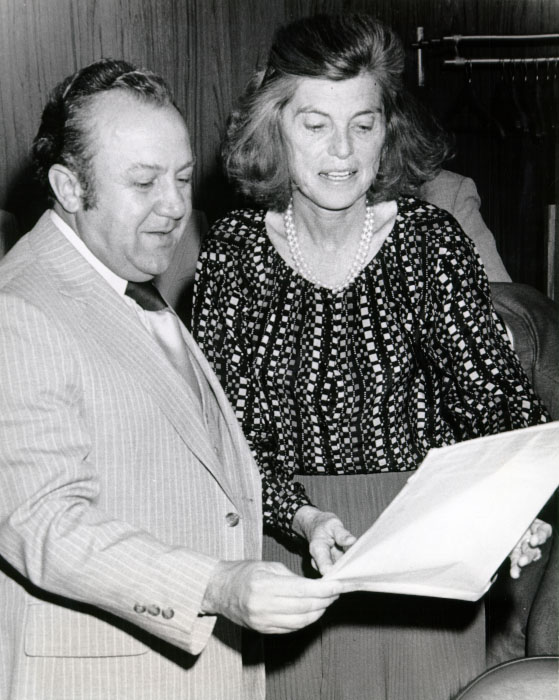
Зураб Церетели с Юнис Кеннеди Шрайвер

В 1964 году обучался во Франции, где общался с Марком Шагалом и посетил мастерскую Пабло Пикассо.
В 1965—1991 годах являлся членом КПСС.
С конца 1960-х годов начал активно работать в области монументального искусства. Помимо России, его скульптурные произведения находятся в Бразилии, Великобритании, Испании, Италии, США, Франции, Японии, Грузии, Белоруссии и Литве.
В 1980 году был назначен главным художником XXII Олимпийских игр в Москве.
В 1981—1982 годах стал художественным руководителем по монументально-декоративному искусству Художественного фонда Грузии. Назначен руководителем творческой мастерской монументального искусства Академии художеств СССР в Тбилиси.
С 1985 года — заведующий кафедрой монументально-декоративного искусства Тбилисской академии художеств.
В 1988 году избран действительным членом (академиком) АХ СССР, в 1990 — академика-секретаря отделения дизайна Академии художеств СССР. В 1987 году избран председателем Союза дизайнеров Грузии.
В начале 1990-х годов Церетели вступил в конфликт с властями Грузии и переехал в Москву.
В 1992 году стал президентом Московского международного фонда содействия ЮНЕСКО. В этом же году назначен руководителем творческой мастерской дизайна Российской Академии художеств. В 1996 году избран Послом доброй воли ЮНЕСКО.
С 1997 года являлся президентом Российской академии художеств.
С 1999 года являлся основателем и директором Московского музея современного искусства.
В 2003 году за особые заслуги перед Российской Федерацией президентом России Владимиром Путиным ему было предоставлено российское гражданство.

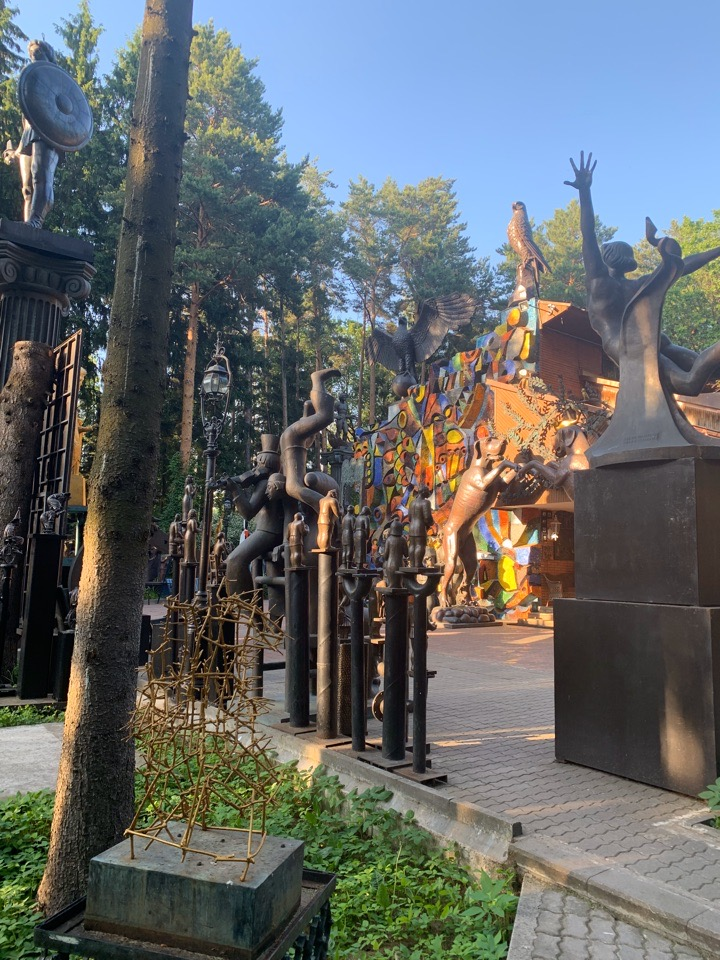
Дом-музей Зураба Церетели в Переделкине

Был директором Московского музея современного искусства и директором Галереи искусств Церетели.
С 26 июля 2010 года — почётный член Патриаршего совета по культуре.
В начале июня 2010 года Национальное общество искусств США присудило ему золотую «Медаль Почёта». Стал первым грузинским и российским художником, удостоенным такой награды.

### Смерть
Скончался в 1:30 22 апреля 2025 года в возрасте 91 года в своем доме в Переделкино. Причиной смерти стала остановка сердца.
Прощание состоялось 23 апреля в Москве в Храме Христа Спасителя, затем тело Церетели перевезли в Тбилиси. 24 и 25 апреля 2025 года панихида прошла в Тбилиси в Музее современного искусства. Прощание и похороны состоялись в Дидубийском пантеоне.

### Семья
- Супруга (1958—1998) — Инесса Александровна Андроникашвили (1937—1998).
  - Дочь — Елена (Лика) (род. 1959), искусствовед, академик РАХ.
    - Внуки: Василий (род. 1978), Зураб (род. 1987) — академики РАХ, Виктория (род. 2000).
      - Правнуки: Александр (род. 2003), Николай (род. 2005), Филипп (род. 2008), Мария Изабелла (род. 2009)[17].
- Фактическая супруга (2004—2025) — искусствовед и художник Татьяна Кочемасова (род. 1979)[18].

Также в семье Зураба Церетели воспитывались приёмные дочери Людмила и Татьяна.

## Творчество

### Художник-монументалист

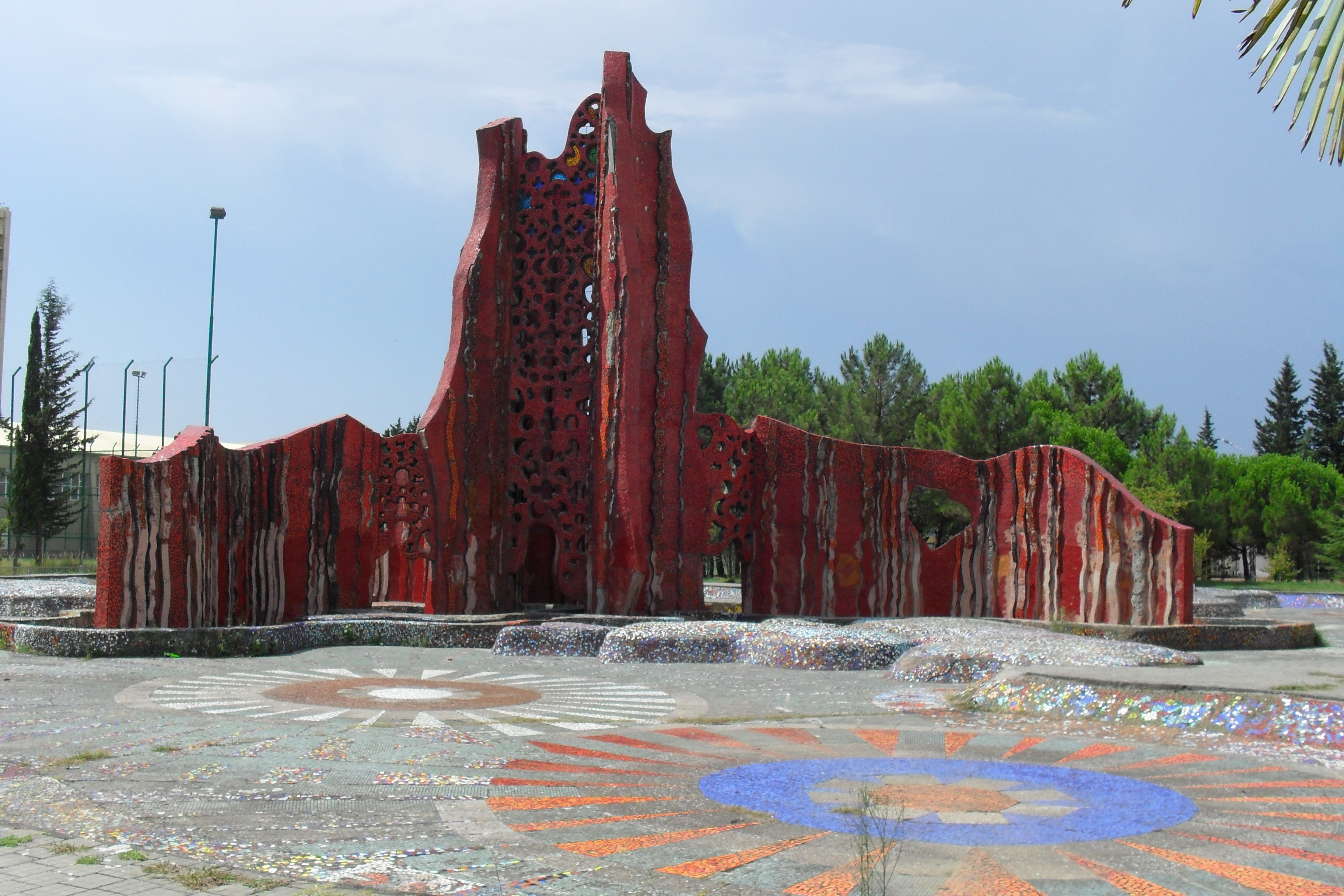
Детский бассейн в курортном городке ВЦСПС в Адлере, 1973

Автор монументально-декоративных произведений (панно, мозаики, витражи, декоративно-игровые скульптуры) в следующих учреждениях:

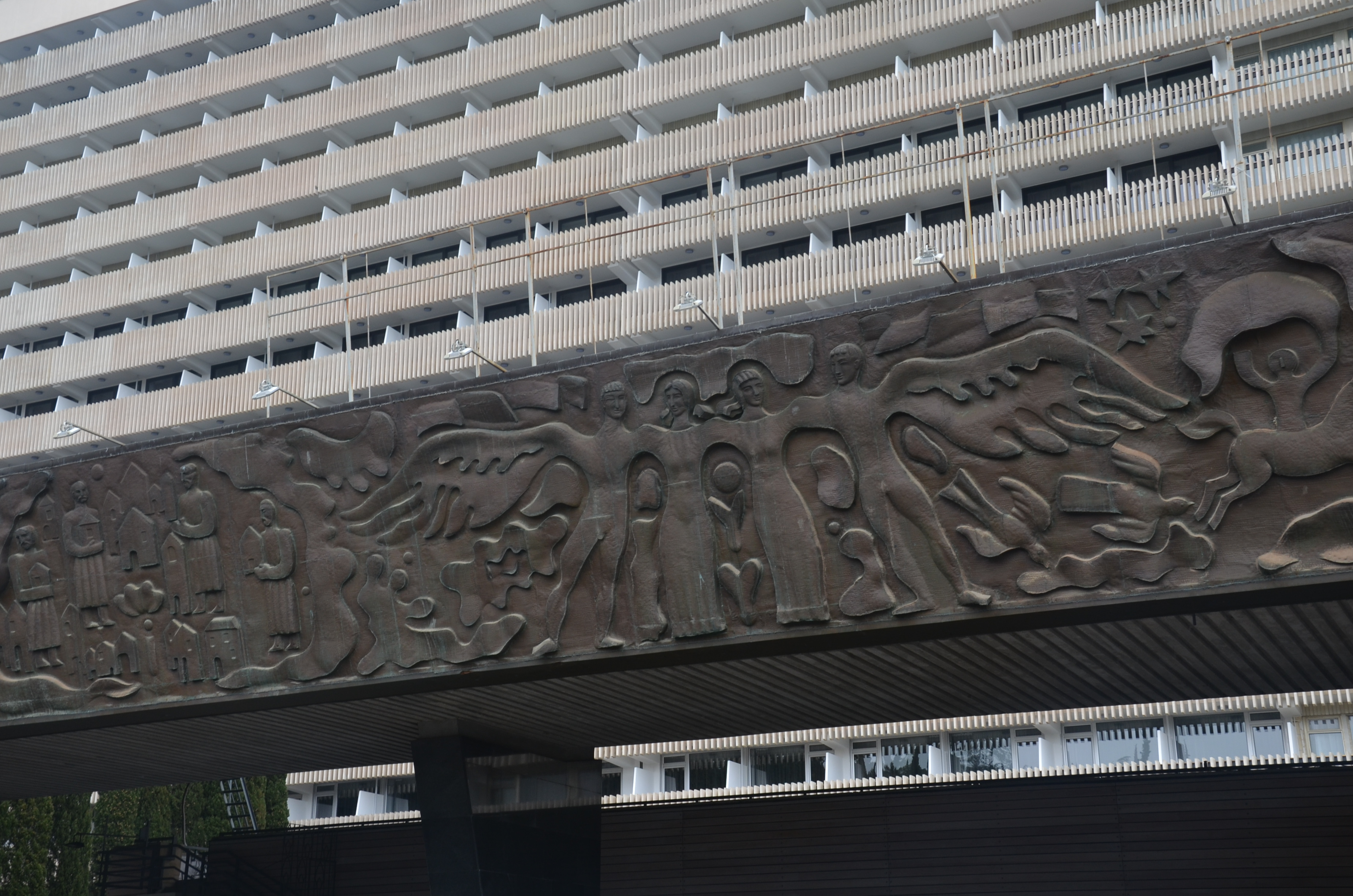
Скульптурные композиции «Легенды Крыма» над входом в гостиницу «Ялта-Интурист», 1977

- Курортный комплекс в Пицунде (1967),
- Дворец профсоюзов в Тбилиси (1970),

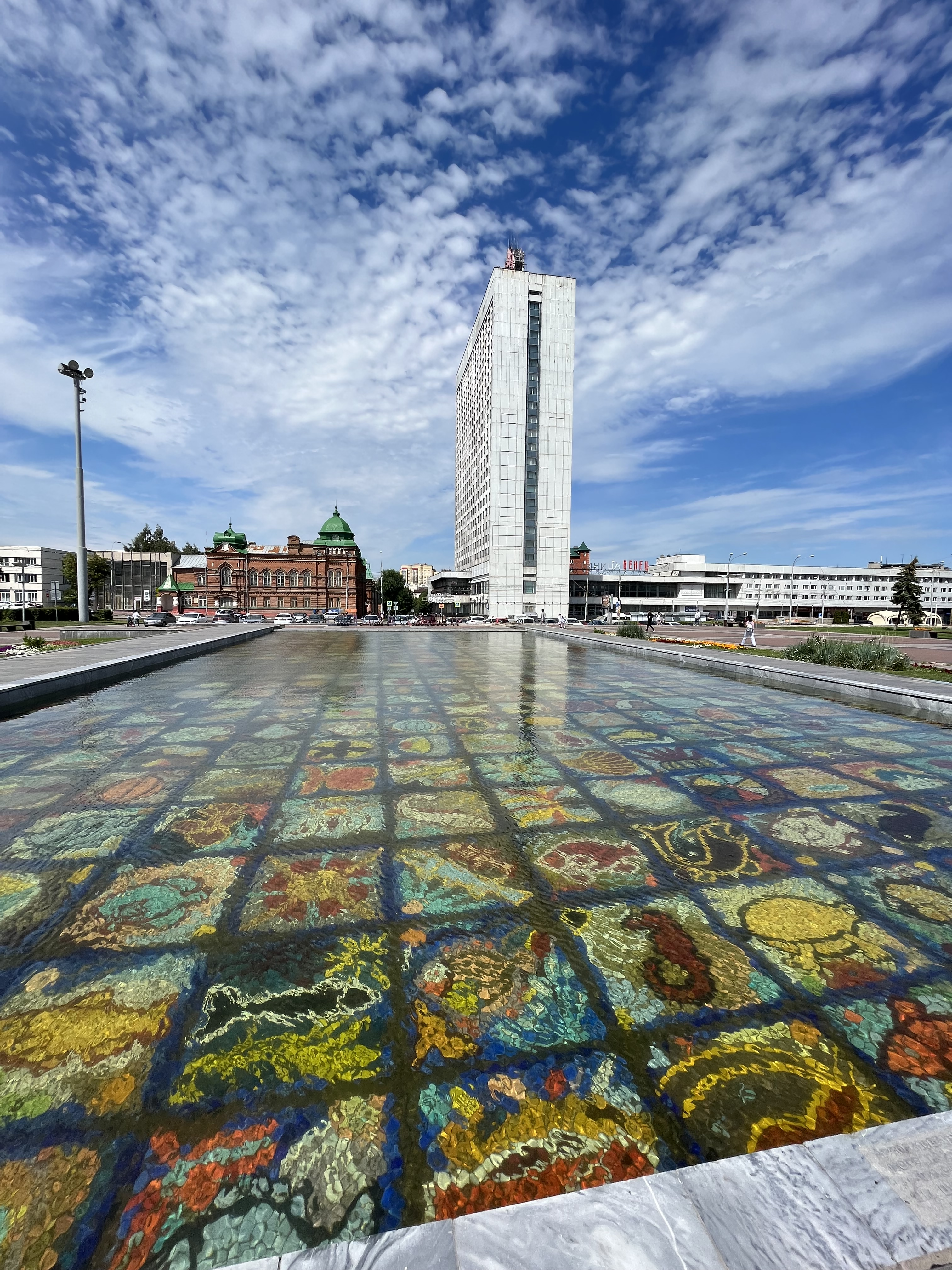
Бассейн-мозаика «Морское дно», Ульяновск, 1970

- Бассейн-мозаика «Морское дно» (1970, Ульяновск)
- Ленинский мемориал в Ульяновске (1970; Государственная премия СССР 1970)
- Курортный городок ВЦСПС в Адлере (Сочи) (1973; Ленинская премия 1976)
- Гостиничный комплекс «Ялта-Интурист» в Ялте (1978)
- Постоянная миссия СССР при ООН (1980, Нью-Йорк)
- Гостиница «Спорт» (1980, Москва)
- Торговое представительство Венгрии в СССР (1982, Москва)
- Гостиничный комплекс «Измайлово» в Москве (1980; Государственная премия СССР 1982)
- Здание МНТК «Микрохирургия глаза» (1983, Москва)
- Витражи и люстра госдачи М. С. Горбачева в Мюссере (1990, Абхазия)[20].
- Новая сцена Большого театра в Москве (2002)
- Станции Московского метрополитена Трубная и Парк Победы.

### Скульптор

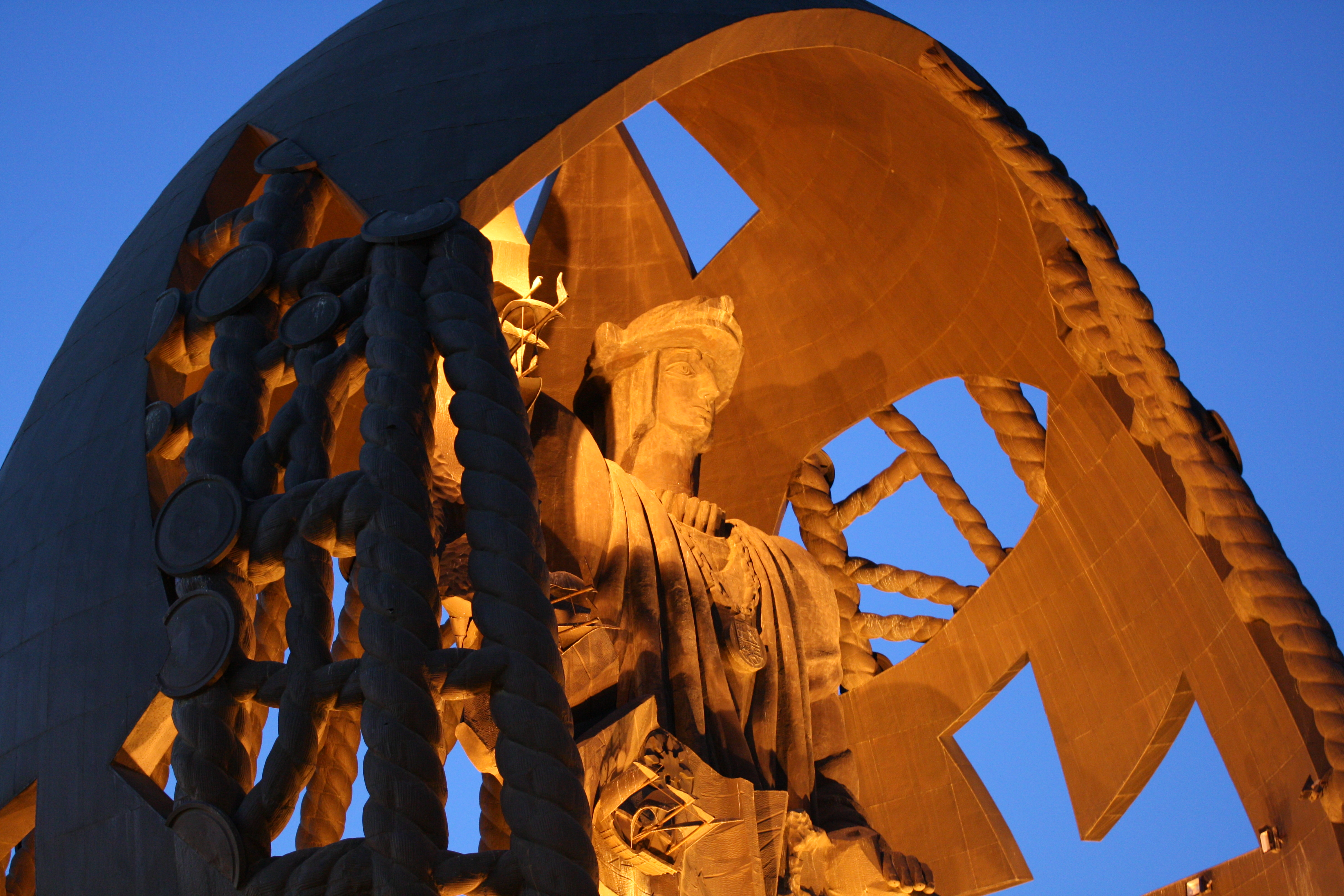
«Рождение Нового Человека» (Севилья, Испания)

Монумент «Дружба навеки» на Тишинской площади в Москве

Памятник Зое Космодемьянской в Рузе, 2015 г.

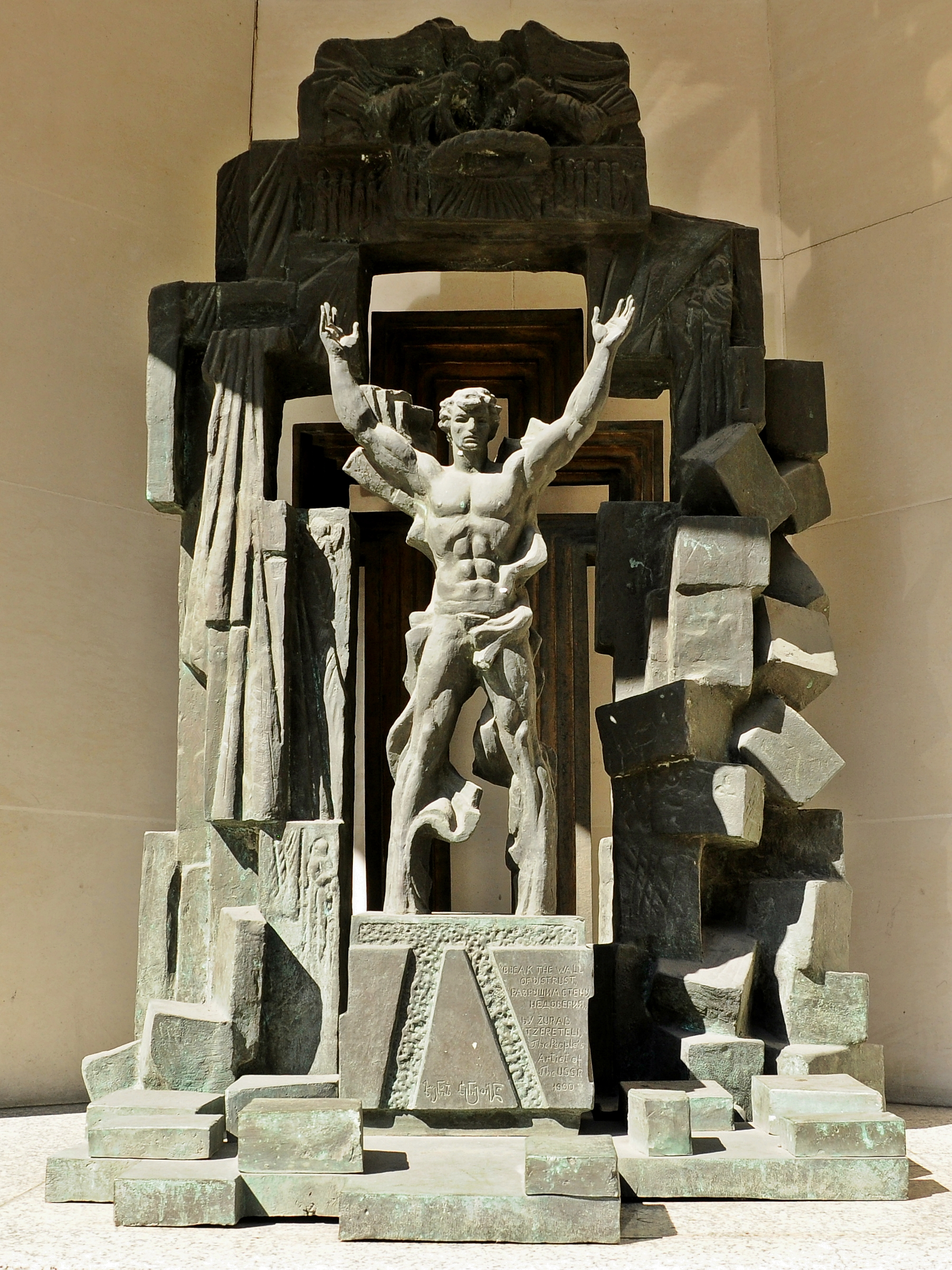
Скульптурная композиция «Разбейте стену недоверия», Лондон, 1990 г.

Мемориальный комплекс «История Грузии», Тбилиси, 1985—2003

Среди наиболее известных скульптурных работ следует выделить:
- Монумент «Дружба навеки» в честь двухсотлетия (1783—1983) присоединения Грузии к России, сразу после установки получивший ироничное прозвище среди москвичей — «Шашлык» (Тишинская площадь в Москве, автор архитектурной части — известный поэт Андрей Вознесенский)[21]
- Монумент «Добро побеждает Зло» перед зданием ООН в Нью-Йорке
- Монумент «Разрушить стену недоверия» (Лондон, Великобритания)[22]
- Памятник Петру I в Москве
- Бронзовую скульптуру «Рождение Нового Человека» (Париж, Франция)
- Скульптурную композицию «Рождение Нового Человека» (Севилья, Испания)
- «Рождение Нового мира», памятник Колумбу в Пуэрто-Рико (2016)
- Памятник Иоанну Павлу Второму (Франция)
- Скульптурное оформление мемориального комплекса на Поклонной горе в Москве (1995; Государственная премия РФ, 1996)
- Монумент «Слеза скорби» (2005, Нью-Джерси) — дар американскому народу в знак памяти жертв терактов 11 сентября.
- Памятник Марине Цветаевой (2012, Сен-Жиль-Круа-де-Ви, Франция)
- памятник Зое Космодемьянской (2013, Руза)
- Памятник Сталину, Рузвельту и Черчиллю, по мотивам Ялтинской конференции (2015, Ялта)[23].
- Памятник Владимиру Жириновскому (2016, Москва).
- Скульптурную композицию «Воин-лыжник» в парке «Патриот» (2017)[24].
- Аллея правителей России (2017, Москва)
- Памятник Пушкину (2017, Апатиты)[25]
- Скульптуру А. С. Грибоедова в культурно-историческом комплексе «Двор кириллицы» (Плиска). Открыта в октябре 2018 года[26]
- Скульптура «Три Мушкетера» Франция, Гасконь
- Памятник И. И. Лажечникову (2017, Коломна, Московская обл.)

### Изобразительное искусство
«Я вижу в нём будущего великого живописца, — говорил о своих впечатлениях после встречи с З. Церетели Пикассо. — Он прекрасно чувствует цвет, обобщает форму»[страница не указана 1432 дня]. Несмотря на то, что он в основном известен как скульптор, также занимается живописью, создаёт рисунки, шелкографию и работы из эмали. Его картины хранятся в музеях и галереях по всему миру, а его техника перегородчатой эмали считается выдающейся в области изобразительного искусства. Выставки работ художника ежегодно проходят в разных городах России и мира.

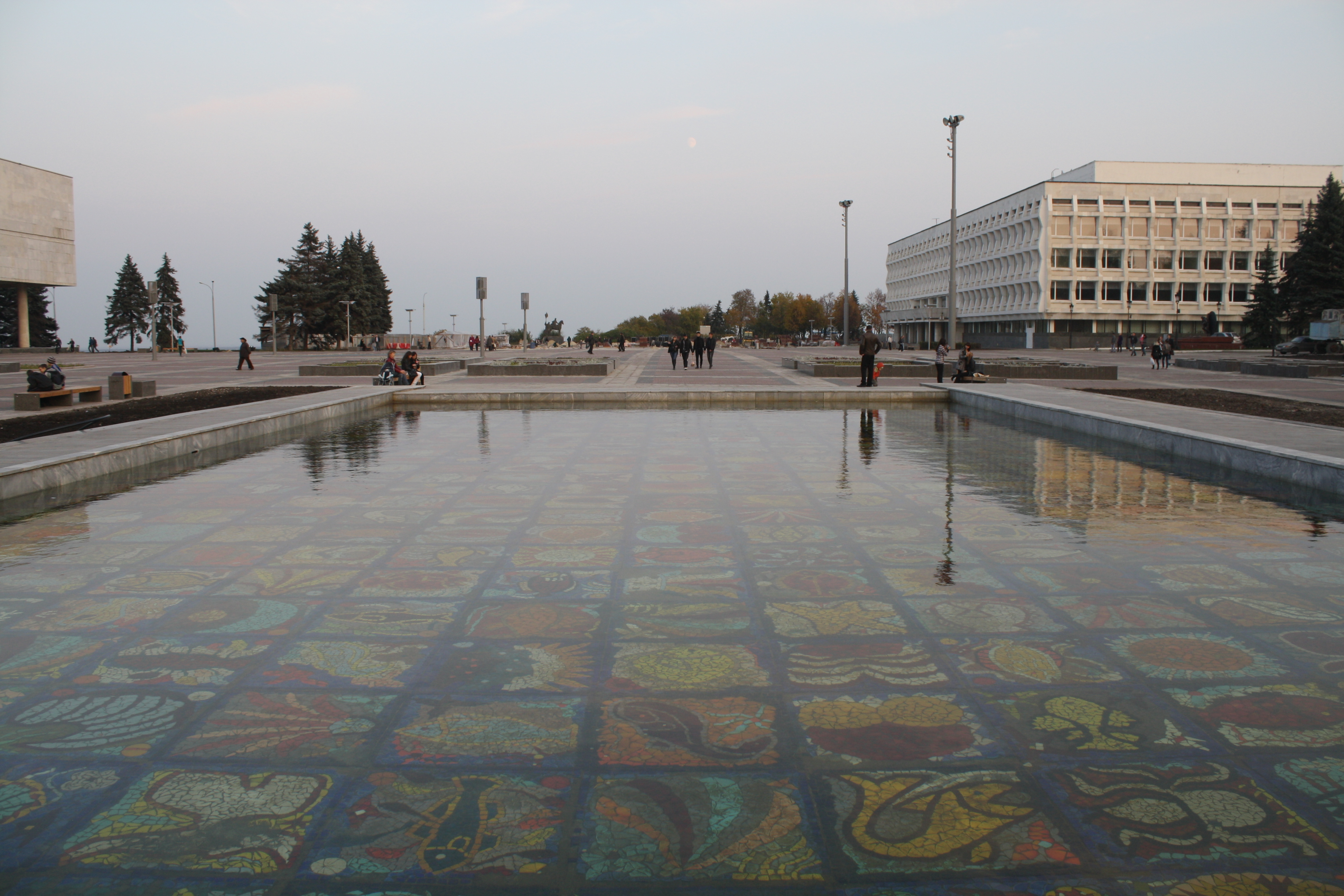
Мозаичный бассейн «Морское дно» у Ленинского мемориала (Ульяновск)
Памятник А. С. Пушкину. Скульптор З. Церетели. 12 июня 2005, г. Ульяновск
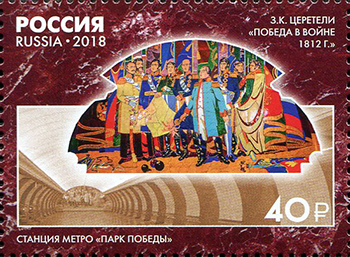
Почта России, 2018 г. З. К. Церетели. «Победа в войне 1812 г.», станция метро «Парк Победы»
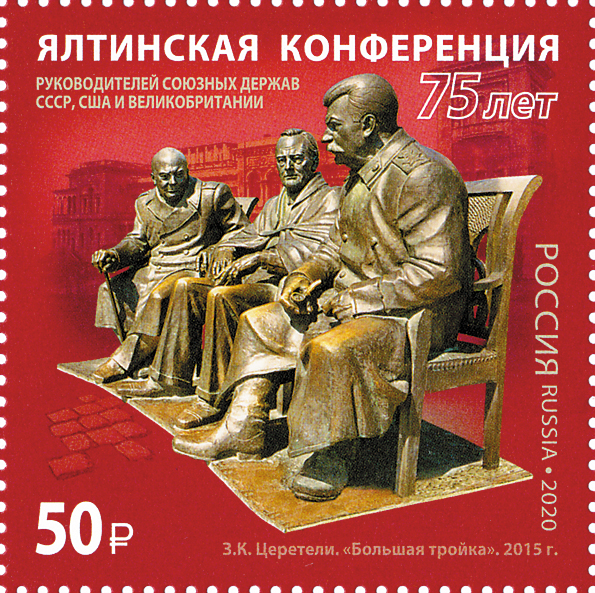
Почтовая марка России, 2020 г. Памятник Зураба Церетели «Большая тройка» (2015), установленный в 2015 году в Ливадии
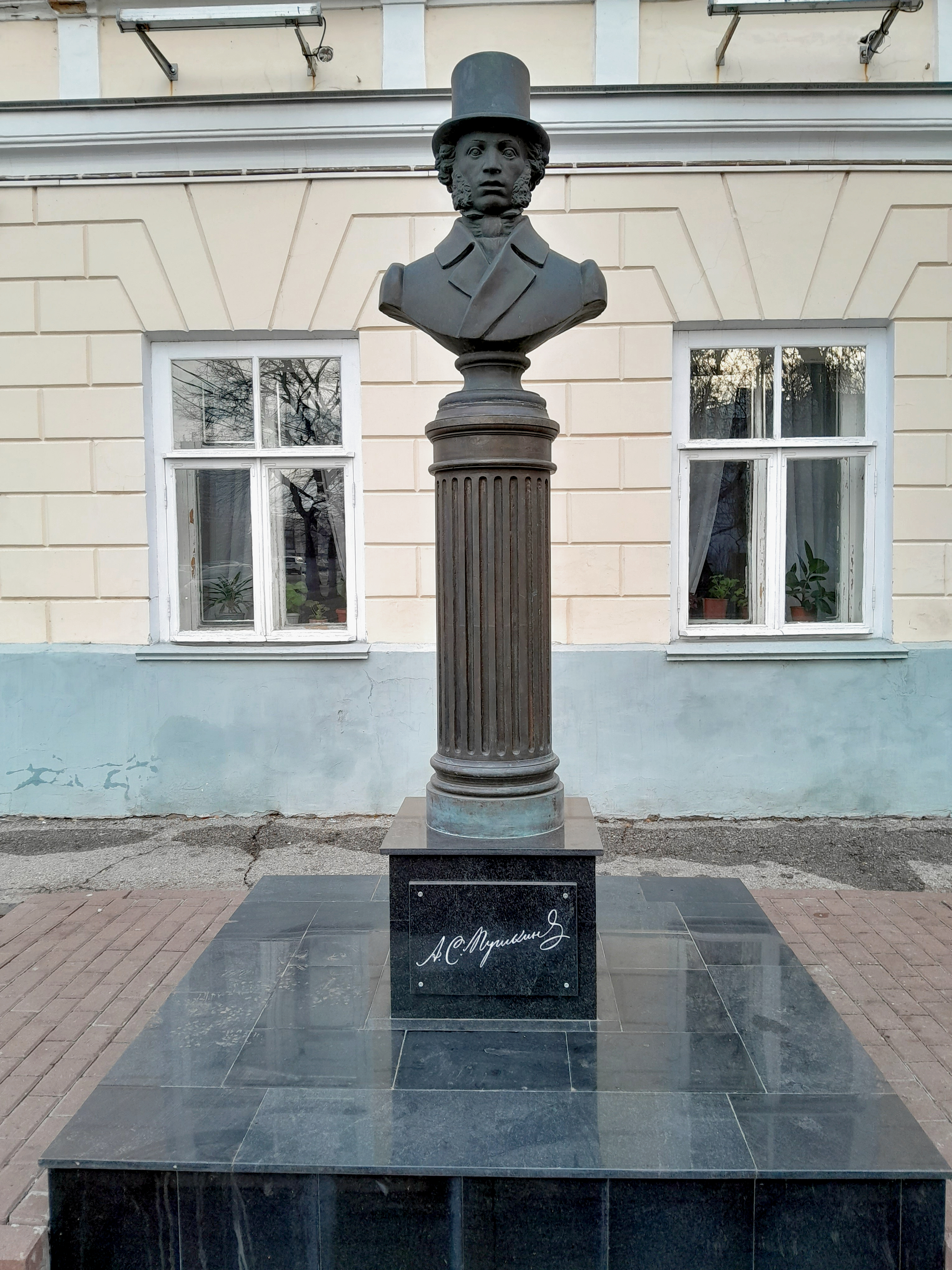
Бюст А. С. Пушкина. Скульптор З. Церетели. 2024 г. Ульяновск
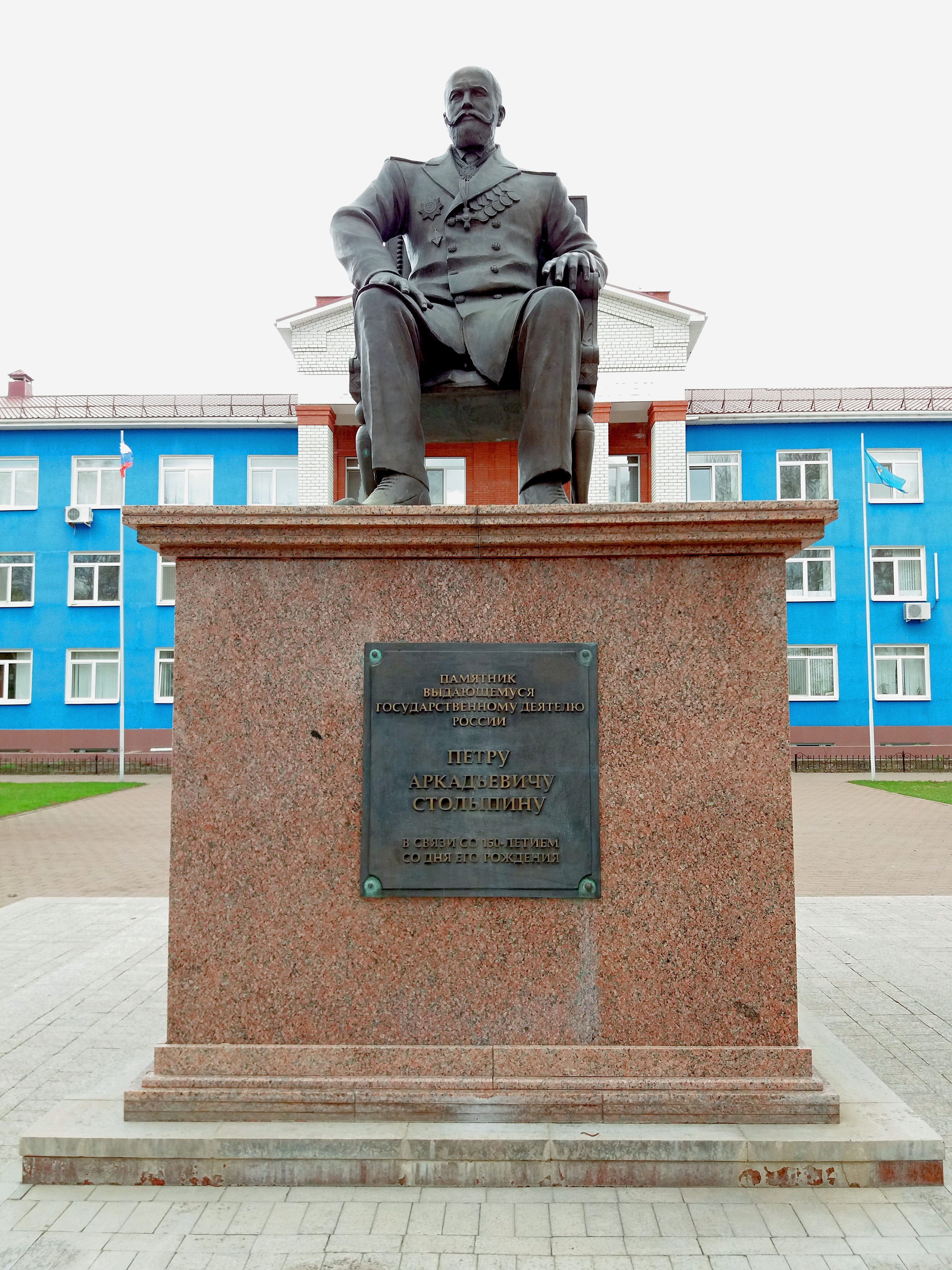
Памятник Петру Столыпину (п. Октябрьский)

## Постоянные экспозиции
Музей-мастерская мастера открыта в 1993 году, располагается по адресу: Большая Грузинская улица, 15. Экспозиция включает коллекцию его произведений — свыше 250 произведений живописи, графики, эмали и станковой скульптуры.
Галерея искусств Зураба Церетели открыта в 2001 году, располагается по адресу: Москва, ул. Пречистенка, 19. В галерее представлена частная коллекция художника.
Дом-музей мастера в Переделкино открыт в 2016 году, располагается в Подмосковье, по адресу: улица Лермонтова, 1, пос. ДСК «Мичуринец». Музей представляет собой сад скульптур под открытым небом и творческую мастерскую автора.

## Критика
Критики отмечают чрезмерную экспрессивность, избыточный пафос, вложенный в образы героев работ Церетели. Они также отмечают наивность скульптурных групп на Манежной площади и ошибки, допущенные в оформлении храма Христа Спасителя. Работы Церетели укладываются в эстетику постмодернизма: эклектика, китч, провокация, игра с масштабом.
С начала 1990-х годов Зураб Церетели получил поддержку московского мэра Юрия Лужкова и фактически стал главным монументалистом в городе. Московские работы Церетели подвергались критике от жителей города и экспертов, которые причисляли скульптора в ряд выразителей лужковского стиля. Монумент Петру I, установленный в 1997 году, вызвал один из самых бурных градозащитных споров в истории Москвы. В 1997 году президент России Борис Ельцин раскритиковал Лужкова и Церетели:
В последнее время я неоднократно критиковал мэра столицы Юрия Лужкова и скульптора Церетели особенно за возводимую статую Петра I… Разве у нас нет других скульпторов, художников?Борис Ельцин, 14 марта 1997 года, 

### Памятник Петру I в Москве

Памятник Петру I в Москве работы Церетели

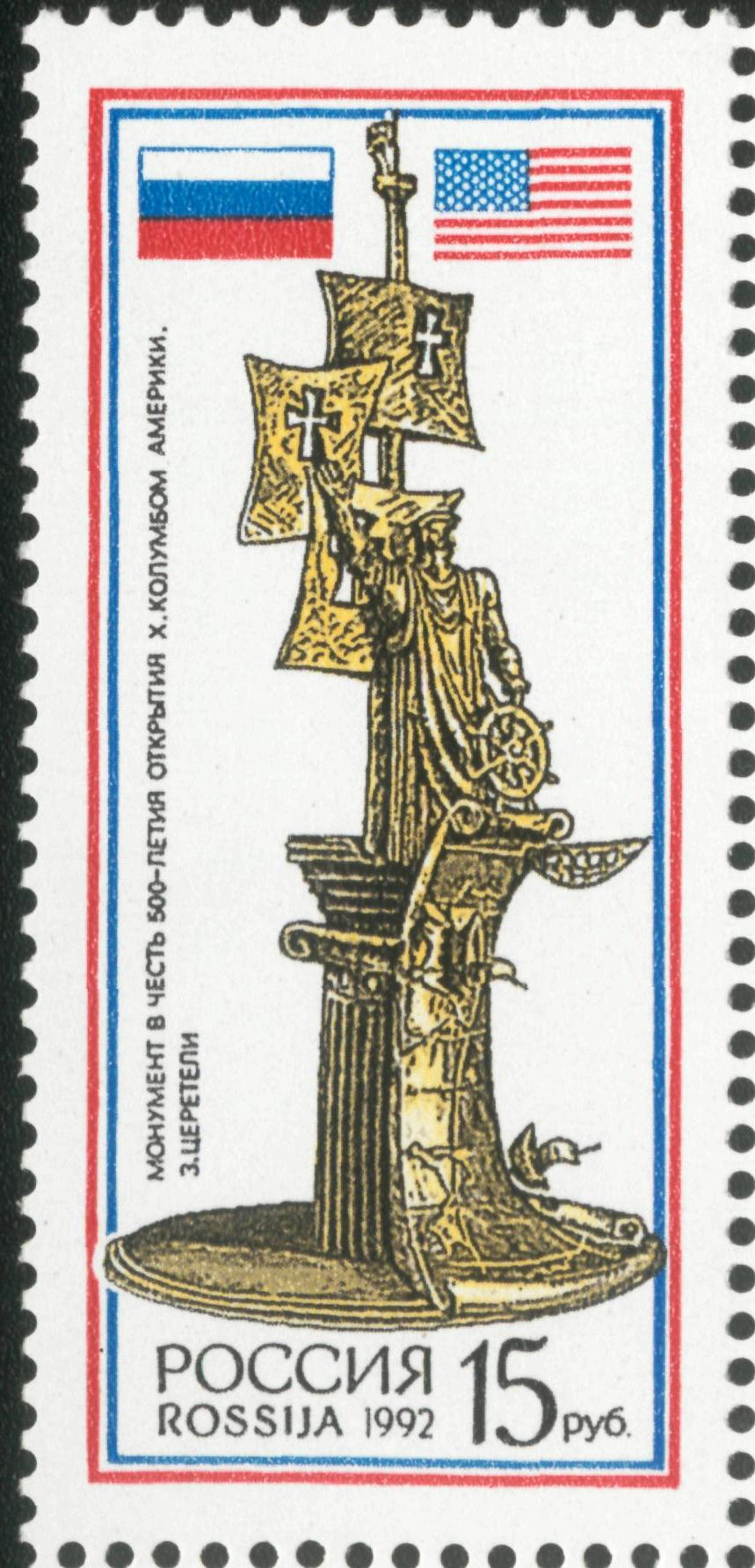
Монумент в честь 500-летия открытия Христофором Колумбом

Па́мятник Петру́ I (официальное название — Памятник «В ознаменование 300-летия российского флота») был воздвигнут в 1997 году по заказу Правительства Москвы на искусственном острове, насыпанном в развилке Москвы-реки и Водоотводного канала. Он ознаменовал 300-летие Российского флота. Общая высота памятника составляет 98 метров, что делает его одним из самых высоких памятников в России и в мире. Существует мнение, что данный памятник является переработанной и видоизменённой статуей Колумба, которую Церетели предлагал купить США, Испании и странам Латинской Америки в 1991—1992 году, к 500-летию открытия европейцами Американского континента, а в 2016 году установил в Пуэрто-Рико. Однако, если сравнить композиции двух памятников (модели представлены в Галерея искусств Зураба Церетели), то можно сделать вывод, что помимо схожести в жанре, ничего общего эти два памятника между собой не имеют.
Памятник смело можно назвать одним из самых спорных сооружений Москвы. 4 октября 2010 года и. о. мэра Москвы Владимир Ресин на совещании в администрации предложил подумать о переносе памятника в другое место. О намерении принять у себя памятник основателю российского флота заявили Азов, Приднестровье, Петрозаводск, Воронеж, Иваново, Орёл, Архангельск, Переславль-Залесский, Камышин. Несмотря на все дискуссии и критику, в 2011 году префект Центрального административного округа (ЦАО) Москвы Сергей Байдаков заявил на пресс-конференции: «Пётр I как стоял, так и будет стоять. Я вообще считаю, что всё должно быть, как создали наши предки».

## Признание

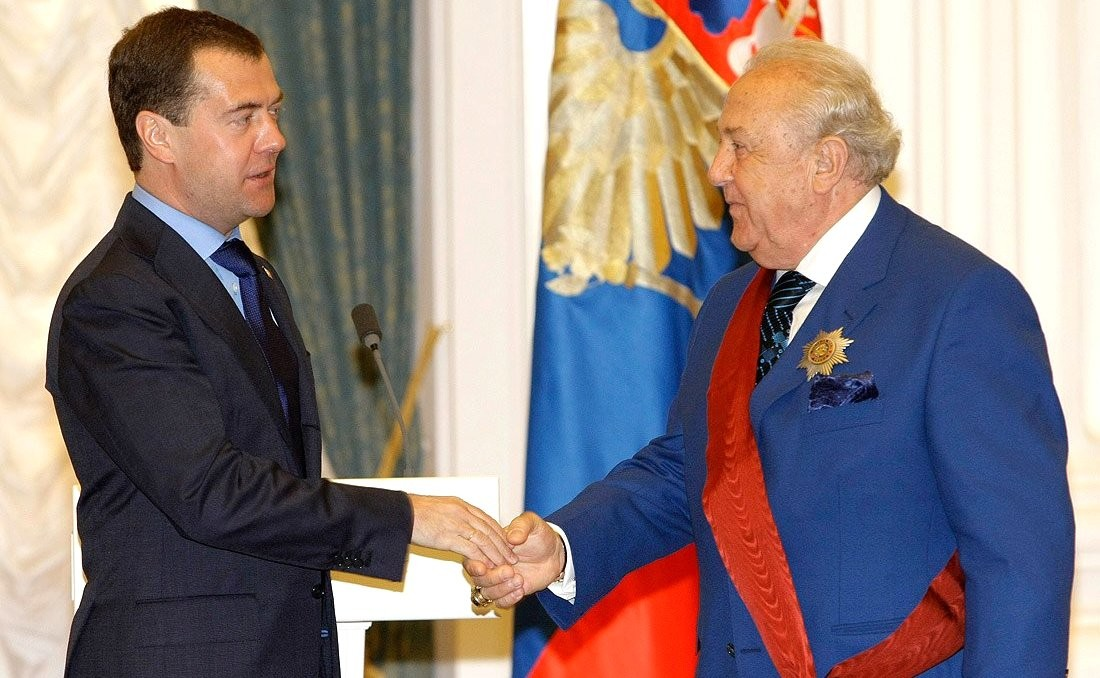
На церемонии награждения орденом За заслуги перед Отечеством I степени, 2010

### Государственные награды Российской Федерации и СССР
- Герой Социалистического Труда (с вручением и золотой медали «Серп и Молот», 1990) — за большой личный вклад в развитие советского изобразительного искусства и плодотворную общественную деятельность[51]
- Орден «За заслуги перед Отечеством» I степени (2010) — за выдающийся вклад в развитие изобразительного искусства и многолетнюю творческую деятельность[52][53]
- Орден «За заслуги перед Отечеством» II степени (2006) — за выдающийся вклад в развитие изобразительного искусства[54]
- Орден «За заслуги перед Отечеством» III степени (1996) — за большой личный вклад в создание и успешное завершение комплекса работ памятника Победы на Поклонной горе[55]
- Орден «За заслуги перед Отечеством» IV степени (2014) — за большой вклад в развитие изобразительного искусства, многолетнюю творческую и общественную деятельность[56]
- Орден Ленина (1990)
- Орден Дружбы народов (1980) — за большую работу по подготовке и проведению Игр XXII Олимпиады[57]
- Орден Дружбы народов (1994)

 Поощрения Президента Российской Федерации 
- Почётная грамота Президента Российской Федерации (2008) — за большие заслуги в развитии изобразительного искусства, многолетнюю творческую и общественную деятельность[58]
- Благодарность Президента Российской Федерации (1997) — за активное участие в подготовке и проведении празднования 850-летия основания Москвы[59]
- Благодарность Президента Российской Федерации (1995) — за активное участие в подготовке и проведении празднования 50-летия Победы в Великой Отечественной войне 1941—1945 годов[60]

 Награды субъектов Российской Федерации 
- Знак отличия «За заслуги перед Москвой» (2003) — за большой личный вклад в развитие изобразительного искусства, многолетнюю плодотворную деятельность в интересах города и москвичей[61]
- Орден имени Ахмата Кадырова (Чечня, 2005) — за личный вклад в увековечение памяти первого президента Чеченской Республики, Героя России Ахмат-Хаджи Кадырова, деятельность, способствующую укреплению мира, дружбы и сотрудничества между народами[62]
- Медаль «Во Славу Осетии» (Северная Осетия, 2010) — за памятник жертвам теракта 2004 года в Беслане[63]
- Орден «Ключ дружбы» (Кемеровская область, 2012)[64]
- Медаль «За заслуги перед Чеченской Республикой» (Чечня, 2016) — за заслуги в развитии искусства, многолетнюю творческую деятельность, получившую признание и широкую известность в Чеченской Республике[65]
- Знак отличия «За заслуги перед Воронежской областью» (29 февраля 2016) — за многолетнюю плодотворную творческую деятельность, активную жизненную позицию и большой личный вклад в развитие живописи, скульптуры и монументально-декоративного искусства России
- Почётный знак губернатора Тверской области «Во благо земли Тверской» (2016)
- Медаль Тульской Городской Думы «За заслуги в области культуры и искусства» (2019)[66]
- Почётная грамота Московской городской думы (2019) — за заслуги перед городским сообществом[67]

### Ордена и медали иностранных государств
- Кавалер ордена Почётного легиона (Франция, 2010)[68]
- Офицер ордена Искусств и литературы (Франция, 2005)[69]
- Орден Чести (Грузия, 1996) — за особый вклад в развитие грузинского изобразительного искусства и плодотворную общественную деятельность[70][71]
- Орден «Дружба» (Азербайджан, 2019) — за плодотворную деятельность в укреплении культурных связей между Российской Федерацией и Азербайджанской Республикой[72]
- Орден Гражданских заслуг (Испания, 2012)[73]
- Великий офицер ордена Габриэлы Мистраль (Чили, 2002) — за особые заслуги в сфере просвещения и культуры
- Командор ордена Бернардо О’Хиггинса (Чили, 2007)[74]
- Медаль «Астана» (Казахстан, 1998) — за большой вклад в укрепление дружбы и сотрудничества между народами[75]
- Медаль Вермей — высшая награда города Парижа (1998)[74]
- Большая бронзовая медаль города Парижа — за выдающийся вклад в культуру, искусство и сближение народов России и Грузии с Францией (1998)[74]
- Почётный крест Благотворительной межрегиональной ассоциации ветеранов французского Сопротивления «Комбатан волонтер» (2000)[74]
- Золотая медаль ЮНЕСКО имени Пикассо (2007)[74]
- Золотая «Медаль Почёта» (Национальное общество искусств США) — за выдающийся вклад в искусство (2010)[74]
- Почетный знак «Золотой Век» — за исключительный вклад в болгарскую культуру и развитие культурного сотрудничества, (Болгария, 2012)[76]

### Премии
- Ленинская премия в области литературы, искусства и архитектуры (1976) — за пространственно-декоративное решение детской зоны курортного городка в Адлере (премия за произведения литературы и искусства для детей)[77]
- Государственная премия СССР (1970) — за мозаичные композиции Ленинского мемориала в Ульяновске (1969) и во Дворце профсоюзов Тбилиси (1969—1970)[74]
- Государственная премия СССР (1982) — за участие в создании гостиничного комплекса «Измайлово» в Москве (1980)[74]
- Государственная премия Российской Федерации в области литературы и искусства (1996) — за мемориальный комплекс «Памятник Победы в Великой Отечественной войне 1941—1945 годов» на Поклонной горе в г. Москве[74][78]
- Государственная премия Грузии (2004)[74]
- Премия МВД России
- Премия П. Пикассо (ЮНЕСКО, 1994)
- Приз современного искусства 2000 «Международное признание» — «Золотая рука» (Франция) (2000)[74]
- Национальная премия «Россиянин года» — за формирование и утверждение в мире образа единой российской нации с общими историко-культурными корнями и богатыми духовными традициями (2005)[79]
- Общественная премия газеты «Известия» — «Известность» (2009)[74]
- Общественная премия «Золотой мост» — за внесение наиболее значительного вклада в укрепление и развитие отношений между Итальянской Республикой и Российской Федерацией (2009)[74]
- Международная премия имени Джузеппе Шиакки (Giuseppe Sciacca), (Италия, 2011)[80]
- Номинирован на премию Римской академии изящных искусств «За жизнь в искусстве — 2012»[74]
- Премия Дружбы народов «Белые журавли России» (2015)[81]

### Почётные звания
- Заслуженный художник Грузинской ССР (1967)[74]
- Народный художник Грузинской ССР (1978)[74]
- Народный художник СССР (1980) — за большие заслуги в развитии советского изобразительного искусства[82]
- Народный художник Российской Федерации (1994) — за большие заслуги в области изобразительного искусства[83]
- Заслуженный деятель искусств Карачаево-Черкесской Республики (2016)
- Народный художник Республики Северная Осетия — Алания (2019)[84]
- Почётный работник сферы образования Российской Федерации (2017)
- Посол доброй воли ЮНЕСКО (1996)[74]
- Профессор Тбилисской академии художеств (1982)[74]
- Действительный член Академии художеств СССР (1988)[74]
- Действительный член Грузинской академии наук (1996)[74]
- Академик-корреспондент Королевской академии изящных искусств Сан-Фернандо (Мадрид, 1998)[74]
- Действительный член Академии художеств Киргизской Республики (1998)[74]
- Член-корреспондент Академии изящных искусств (Париж, Франция) (2002)[74]
- Почётный профессор Московского государственного университета (2004)[74]
- Почётный профессор Ульяновского государственного аграрного университета (2012)[85]
- Действительный член Европейской академии наук и искусств (Австрия, 2009)[74]
- Действительный член Китайской Академии изобразительных искусств и Советник по международному сотрудничеству директора Национального музея изобразительных искусств Китая (2015)
- Почётный доктор Российского государственного социального университета (2024)[86]
- Почётный член Российской академии архитектуры и строительных наук по отделению архитектуры[87]

### Награды СНГ
- Международная премия «Древо жизни» (Межпарламентская ассамблея СНГ, 2014)[88].
- Юбилейная медаль «МПА СНГ. 25 лет» (Межпарламентская ассамблея СНГ, 2018) — за заслуги в деле развития и укрепления парламентаризма, за вклад в развитие и совершенствование правовых основ функционирования Содружества Независимых Государств, укрепление международных связей и межпарламентского сотрудничества[89].
- Почётный знак «За заслуги в развитии культуры и искусства» (Межпарламентская ассамблея СНГ, 2016) — за значительный вклад в формирование и развитие общего культурного пространства государств — участников Содружества Независимых Государств, в реализацию идей сотрудничества в сфере культуры и искусства[90].

### Общественные награды
- Орден «Слава России» (2003)[74]
- Медаль «За труды и Отечество» (2003)[74]
- «Российский национальный Олимп» — титул «Супер-Звезда» — с вручением ордена «За Честь и Доблесть» награды «Лучезарная звезда» и диплома (2003)[74]
- Орден «Меценат» благотворительного фонда «Меценаты столетия» (2003)[74]
- Орден Святой Анны I степени — за плодотворную профессиональную и благотворительную деятельность как в России, так и за её пределами (Российский императорский дом, 2013)[91]
- Самарский крест (Общественный совет Болгарии, 2013)[92]
- Памятная Золотая Медаль Сергея Михалкова (2013)[93]
- Почётный крест культуры и искусства (Австрийское Общество Альберта Швейцера, 2014)[94]
- Орден Дружбы народов «Белые журавли России» (2015)[81]
- Почётный Гражданский орден — Серебряная звезда «70 лет Великой Победы» (2015)[95]
- Нагрудный знак Национального объединения изыскателей и проектировщиков «За выдающийся вклад в отечественную и мировую культуру» (2016) [источник не указан 3119 дней]
- Орден «Честь и Слава Великой России» (Фонд «Сила Отечества», 2016)[96]
- Орден Карла Фаберже (2016)
- Почётная награда Республики Болгария — Памятный знак «1150-летию крещения болгар» (2016)
- Памятная медаль «Патриот России» (Правительство РФ, 2016)
- Нагрудный знак Министерства культуры Российской Федерации «За вклад в российскую культуру» (2018)[97].
- Медаль и премия имени академика РАМН В. И. Бураковского — за реализацию проекта активного вовлечения детей с врождёнными пороками сердца в процесс творчества на этапе послеоперационного выздоровления в НЦССХ им. А. Н. Бакулева.

## Общественная позиция
11 марта 2014 года подпись Зураба Церетели появилась под обращением деятелей культуры России в поддержку политики президента РФ В. В. Путина по Украине и Крыму. На следующий день, однако, помощник скульптора Сергей Шагулашвили заявил в интервью грузинскому информагентству «Интерпрессньюс» и телеканалу «Рустави-2», что на самом деле Церетели письма не подписывал, и что он «никогда не вмешивается в политику».

## Международный статус
Согласно данным Artprice, в 2024 году Зураб Церетели занимал 7068-е место в мировом списке художников по объёму продаж на аукционах, при этом большинство его работ реализовывалось в России.
На платформе ArtFacts, которая отслеживает активность художников в международных выставках, в 2025 году Церетели также не входил в число 1000 наиболее выставляемых современных художников.